# Senčnica
Senčnica (latinsko os temporale) je lobanjska kost, ki ima kot vse druge ploščate kosti glave lusko (pars squamosa), ki je del lobanjskega svoda, dva dela, s katerima sestavlja del lobanjskega dna – skalnica ali piramida (pars petrosa) in bobničica (pars tympanica) – ter bradavičarja (processus mastoideus).
Luska je tanka luska polkrožne oblike. Navzpred štrli lični odrastek (processuis zygomaticus), ki se spredaj združuje z istoimenskim odrastkom ličnice v lični mostiček (arcus zygomaticus). Navzad in navzgor lični odrastek prehaja v lineo temporalis, kjer izvira temporalna mišica. Pod njim in pred zunanjim sluhovodom je vdolbina (fossa mandibularis), ki je sklepna ponvica z glavico spodnje čeljustnice. Tudi pred to vdolbino je sklepna površina (tuberculum articulare). Obe sklepni ploskvi sta pokriti s sklepnim hrustancem.
Skalnica je medialni del senčnice in v celoti leži v lobanjski bazi. V skalnici sta slušni in ravnotežni organ ter bobnična votlina. Po obliki je skalnica podobna tristranični piramidi. S spodnje ploskve piramide izhaja šiljast odrastek (processus styloideus), ki je izvor več mišic. Baza piramide je zraščena s bradavičarjem, na katerega je naraščena mišica obračalka glave (m. sternocleidomastoideus). Bradavičar je pnevmatična kost, njegove celice se odpirajo v bobnično votlino.
Bobničnica je najmanjši del senčnice in omejuje koščeni del zunanjega sluhovoda (meatus acusticus externus).